# 凯旋路桥
凯旋路桥是中國上海市一座跨越蘇州河的橋樑。桥南接长宁区凯旋路，北接普陀区凯旋北路。
1915年，中華民國交通部在苏州河上建了滬杭铁路二号桥，該橋又被稱為鐵路橋，因為橋上是滬杭铁路。當時該橋北至光复西路，南至万航渡路。1949年，中華民國國軍從上海撤退時，由於打算切断沪杭线而将此橋炸毀。 1950年，當局在原地重建鐵路橋。1997年起，由於沪杭铁路改道，橋上不再通行火车。2000年6月，鐵路桥被拆除。當局又在铁路桥的原址上建造起来一座跨越蘇州河的路桥。新的路橋分成平行的两座，一座通 轻轨线（上海軌道交通3號線、上海軌道交通4號線）,一座通車輛和行人。